# Diecezja kotorska

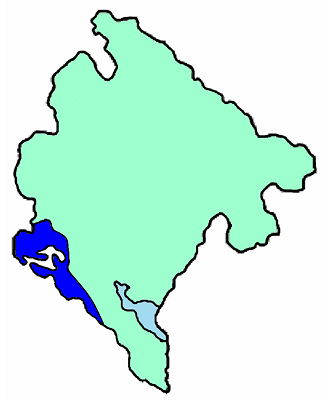
Diecezja kotorska (na niebiesko)

Diecezja kotorska (łac. Dioecesis Catharensis, czarnog. Kotorska biskupija) – katolicka diecezja czarnogórska, obejmująca swoim zasięgiem południową część kraju. Siedziba biskupa znajduje się w katedrze Świętego Tryfona w Kotorze. Podlega metropolii splicko-makarskiej w Chorwacji.

## Historia
- 1000 – utworzenie diecezji Cattaro (Kotor)

## Biskupi
- ordynariusz – Mladen Vukšić (od 2024)

## Główne świątynie
- katedra Świętego Tryfona w Kotorze